# Felix Wuertz
Pour les articles homonymes, voir Wirtz.
Felix Wuertz ou Wirtz est un chirurgien suisse, né vers 1514 à Bâle et mort en 1574 ou 1575 dans cette même ville.
Ami de Paracelse (1493-1541) et de Conrad Gessner (1516-1565), émule d'Ambroise Paré (v. 1510-1590), il exerce une grande influence à son époque.
Il est l'auteur de l'ouvrage Practica der Wundarzney, darin allerlei schädliche Misbräuche des Wundarzles abgeschafft werden... (Bâle, 1563, traduit en français en 1672-1689).